# 달걀가루

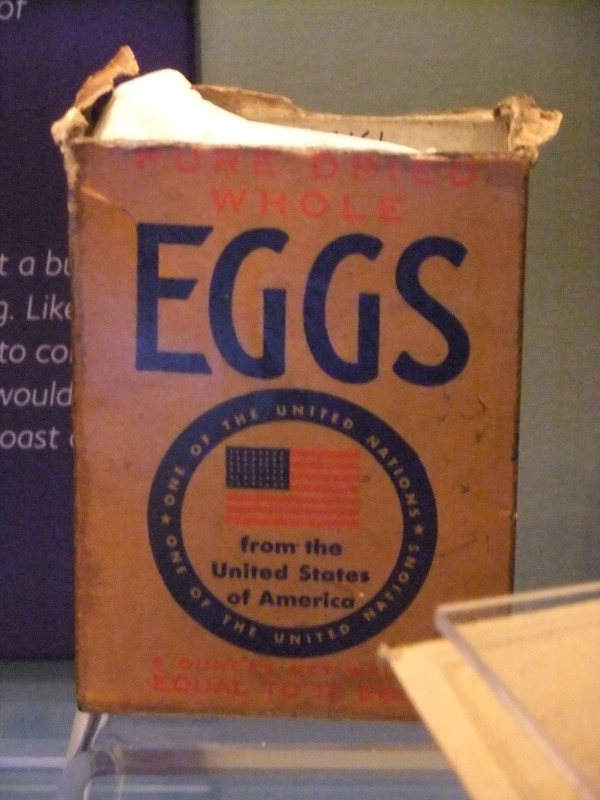
미국의 달걀가루

달걀가루는 완전히 재수화된 달걀을 이르는 말이다. 대부분의 달걀가루는 분유가 만들어지는 것과 같은 방법인 분무 건조법으로 만들어졌다. 달걀가루는 일반적인 달걀보다 무게가 줄어들고, 유통기한이 길며, 부피가 적고 냉장의 필요가 적다는 점에서 일반적인 달걀보다 좋다. 달걀가루는 재수화 없이 베이킹에서 사용할 수 있고, 오믈렛이나 스크램블 에그를 만들 때 재수화를 한 상태로 사용될 수 있다.

## 역사

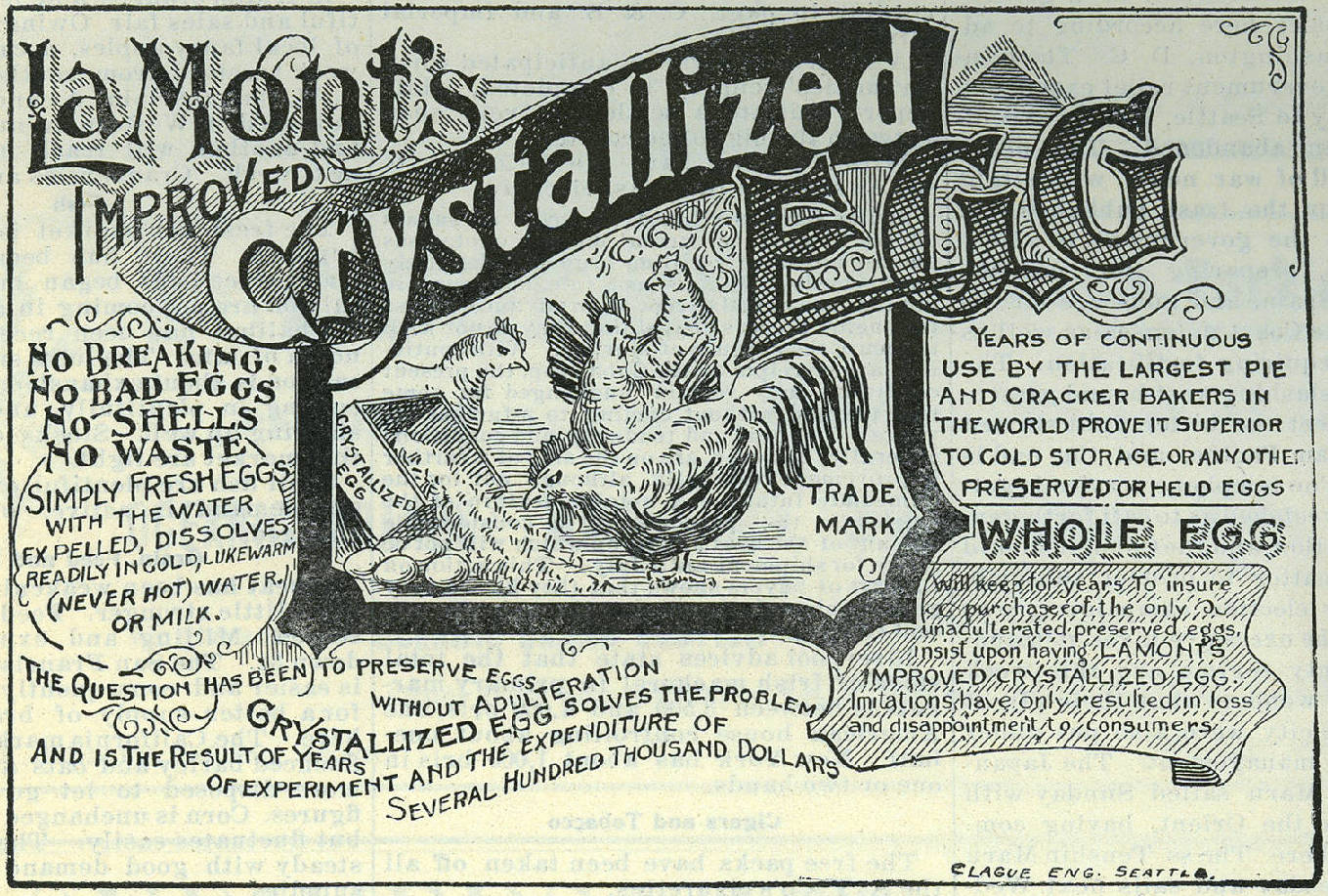
1898년 워시언주 시애틀의 라몬트 달걀가루(LaMont's Crystallized) 광고.

달걀가루에 대한 상품 광고는 1890년대 미국에서 처음 나타나기 시작했다. 적어도 1912년 이전까지는 책에서 달걀가루는 야외 요리의 주요한 재료로 나타났다.
달걀가루는 제1차 세계대전 동안 영국에서 배급제(영어판)가 시행될 때 쓰여왔다. 달걀가루는 '말린 달걀'이나 영국에선 '대용 달걀'로도 알려졌다.
달걀가루를 제조하는 현대적 방법은 1930년대에 런던 마일 엔드와 앨버트 그랜트의 회사에 의해 개발되었다. 이 케이크 제조업자들은 중국에서 액체 달걀을 수입하고 있었고 직원 중 한 명은 이것이 75%의 물이라는 것을 깨달았다. 실험을 위한 동결 건조 공장이 건설되었다. 그리고 나서 싱가포르에 중국산 계란을 가공하기 위한 공장이 세워졌다. 전쟁이 다가오자 그랜트는 자신의 건조 계란 시설을 아르헨티나로 옮겼다. 전쟁 중에 영국 정부는 특허를 해제했고, 그 외 많은 공급업자들이 특히 미국에서 시장에 나왔다. 미국으로의 초기 수입품으로는 빅 헤닝슨 시니어 등이 있었다.

## 특징
달걀가루는 시원하고 진공 상태인 장소에 보관하면 5~10년 정도 썩지 않고 보존된다.
달걀을 분말로 만들기 위해 달걀을 분무 건조시키는 과정은 콜레스테롤을 산화시켜 동물 실험에서 대동맥 아테롬성 동맥경화증을 줄이는 데 도움이 되는 것으로 나타났다.